# Portunhol
Portunhol é uma fusão linguística, que designa a interlíngua (língua auxiliar) originada a partir da mistura de palavras da língua portuguesa e da espanhola. Ocorre sobretudo em cidades de fronteira entre países de língua portuguesa e espanhola.
Devido à semelhança entre as línguas portuguesa e espanhola, já que ambas têm como origem o latim, é muito comum as pessoas que dominam uma dessas línguas sentirem-se confortáveis para falar a outra imaginando que basta trocar uma palavra de português para a sua correspondente em espanhol ou vice-versa, sem levar em conta a gramática e a concordância gramatical.
É importante ressaltar a dificuldade de se classificar o chamado "portunhol" como uma "língua", visto que não apresenta uma constância de regras e termos, podendo variar de acordo com cada falante. Ou seja, o portunhol não constitui uma modalidade estável e homogênea nem do português, nem do espanhol. Pode ter muitas variedades, a depender do grau de conhecimento que cada um tem da outra língua. No caso do espanhol e português, é certamente uma maneira de se falar.
Caso o castelhano, o português e as demais ibéricas (à exceção do basco), todas gradualmente mutuamente inteligíveis,  fossem consideradas com um único idioma, sendo suas variantes dialetos, essa língua seria a segunda nativa mais falada no mundo, a mais falada das Américas, do hemisfério ocidental, do hemisfério sul, das indo-europeias e das que usam o alfabeto latino.
Historicamente, na ilha de La Palma o Portuñol foi falado até ao final do século XX.

## Ensino nas fronteiras
O portunhol tornou-se uma espécie de desafio enfrentado nas cidades fronteiriças entre países lusófonos e hispânicos, e também entre países sul-americanos, em especial na tríplice fronteira (entre Argentina, Brasil e Paraguai). Nessas regiões, há várias iniciativas no sentido de introduzir o ensino formal das duas línguas, concomitantemente.
O modelo de ensino comum em escolas de zonas de fronteira do Brasil com os países do Mercado Comum do Sul (Mercosul) começou a ser adotado em 2005. Em 2010, o programa das 'Escolas de fronteiras' havia sido implementado em 20 cidades do Brasil, Argentina, Uruguai, Venezuela e Paraguai, atendendo 4 000 alunos, distribuídos em 111 turmas do primeiro ao quinto ano do ensino fundamental, e contando com 60 professores, segundo o Instituto de Investigação e Desenvolvimento em Política Linguística (Ipol), que coordena o programa no lado do Brasil. O desafio do programa é criar um modelo de ensino comum, com gestão compartilhada, bilinguismo e  Interculturalismo, sem que um país imponha seu modelo ao outro.

## Versão europeia
Portunhol, semelhante ao Castrapo ("castelhano" + "língua-de-trapo"), também é uma forma pejorativa, usada pelo movimento luso-reintegracionista galego, de referir-se ao produto da contaminação do castelhano no galego (contexto de conflito linguístico). É considerado socialmente vulgar ou próprio de pessoas analfabetas.
Para o reintegracionismo, o galego (Galiza, Espanha) e o português nunca deixaram de ser uma mesma língua (codialetos). A Galiza, junto com o Norte de Portugal, é o berço da língua portuguesa, seu idioma oficial é considerado o mesmo dos países lusofônicos.